# Гуцульська овеча бриндзя
Гуцульська овеча бриндзя — овечий сир Українських Карпат, компонент багатьох традиційних страв. Оригінальність смаку зумовлена тим, що вівці випасаються протягом 120 днів літнього періоду на високогір'ї на висоті не нижче за 700 метрів над рівнем моря. У 2019 році Міністерство розвитку економки, торгівлі та сільського господарства України засвідчило, що гуцульська овеча бриндзя є першим українським продуктом, що має географічне зазначення походження товару. Гуцульська овеча бриндзя відповідає всім вимогам до реєстрації ЄС. У 2022 році внесено до національного переліку нематеріальної культурної спадщини України. 
Виготовляють гуцульську овечу бриндзу в Рахівському районі Закарпатської області, частині Івано-Франківської та Чернівецької областей.

## Історія
Гуцульська овеча бриндзя виготовляється на полонинах Українських Карпат з гірського овечого молока відповідно до традицій, які тягнуться ще з XV століття.

## Виготовлення
Вівці випасаються протягом 120 днів літнього періоду на високогір'ї на висоті не нижче 700 метрів над рівнем моря. Молоко проціджують через кілька шарів марлі, кладучи на неї ще й гілки смереки, аби усі можливі домішки залишилися на цьому етапі, а молоко для виготовлення сиру було максимально чистим. До свіжого овечого молока вівчар додає фермент — кляг. І за цією технологією виготовляє сир будз. І після дозрівання будзу, його перемелюють і змішують із сіллю, — на цьому етапі утворюється бриндзя. Усі процеси її виготовлення — виключно вручну. Одна вівця дає 200–300 грамів молока, тож сиру виходить близько 8–10 кг сиру з однієї вівці за 4 місяці літньої погоди.
Страви з гуцульською бриндзою:
- кулеша
- кремзлики
- бануш
- галушки
- мачанка

## Галерея

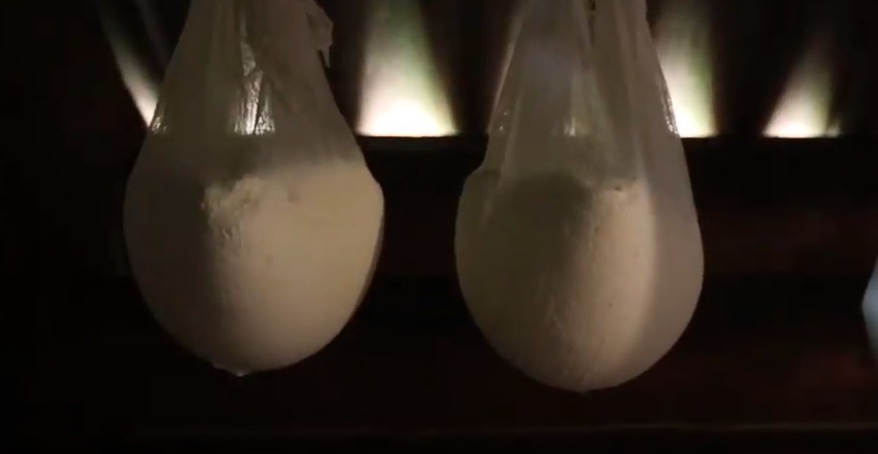
Гуцульська овеча бриндзя
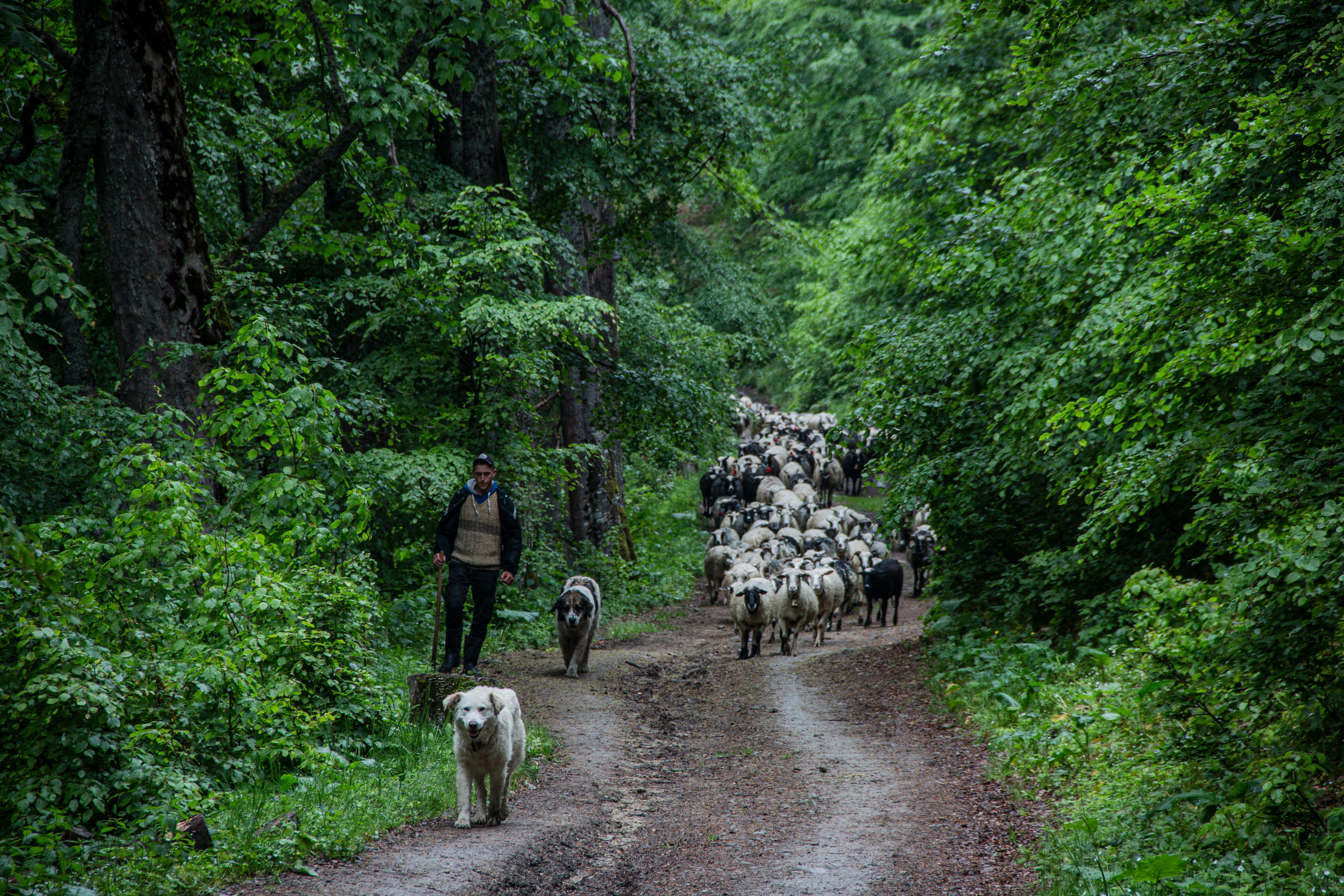
Стадо овець підіймається на полонину
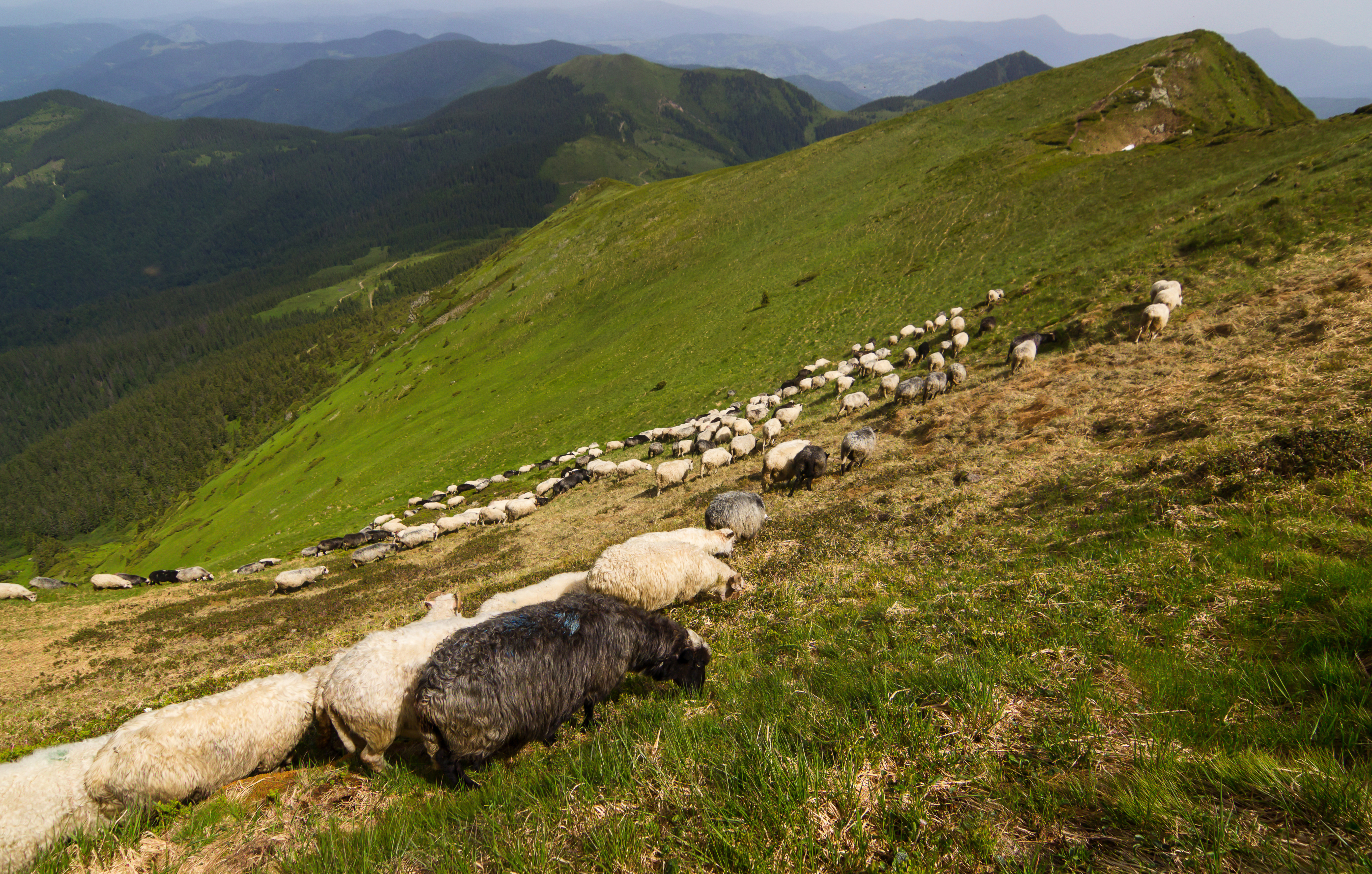
Овеча отара на Мармароському масиві
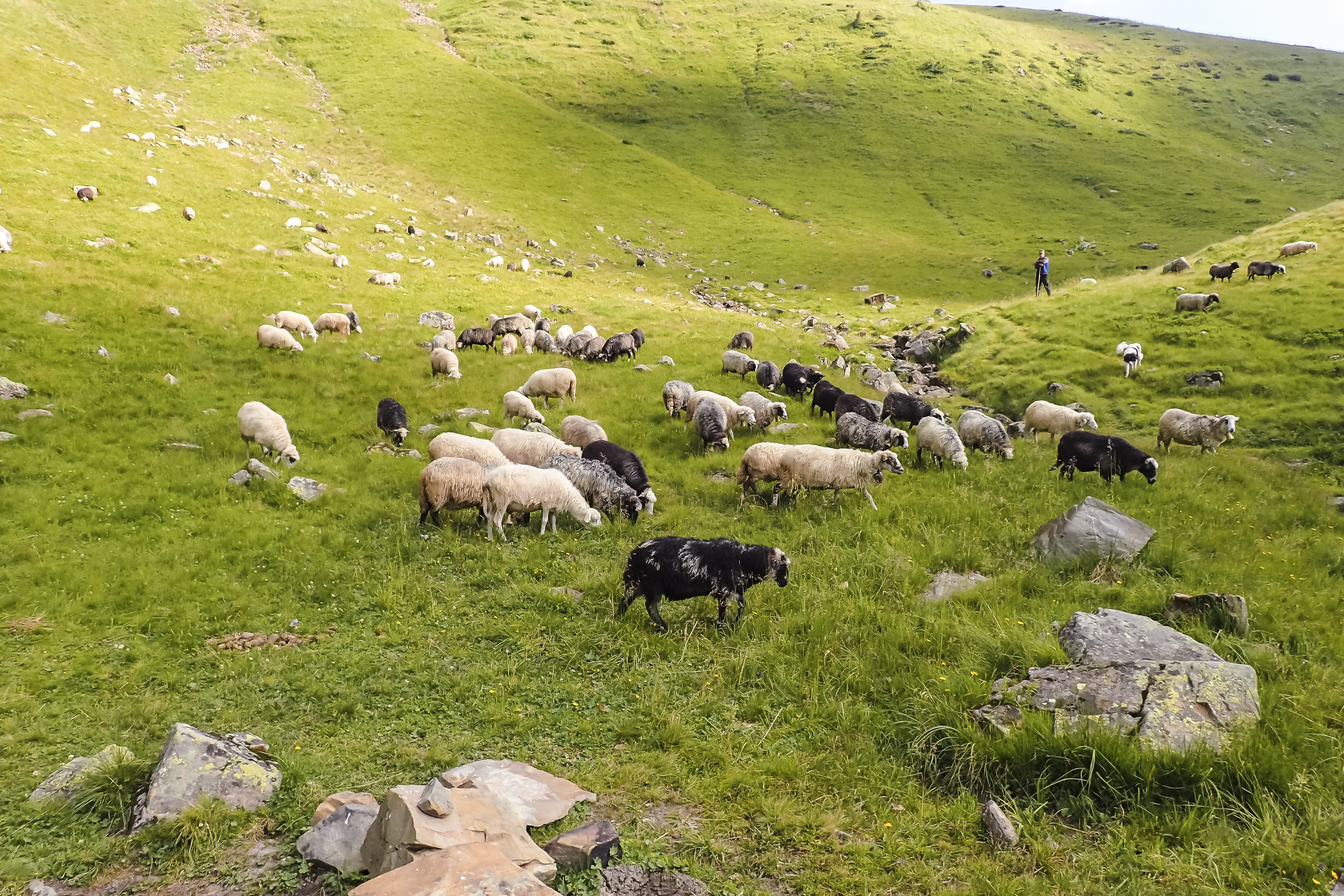
Вівці під горою Герашаська
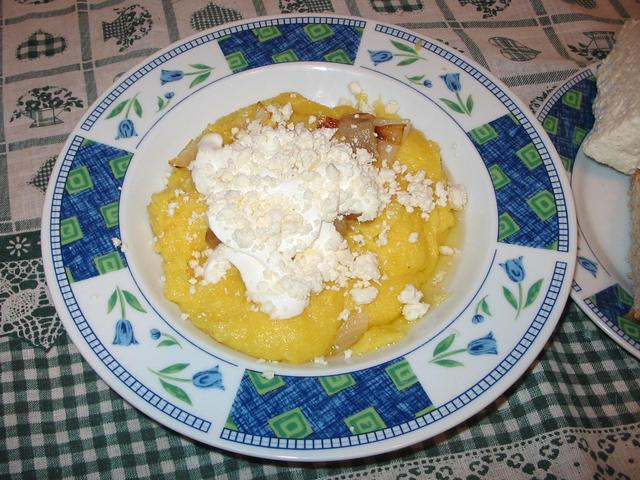
Кулеша з бриндзею
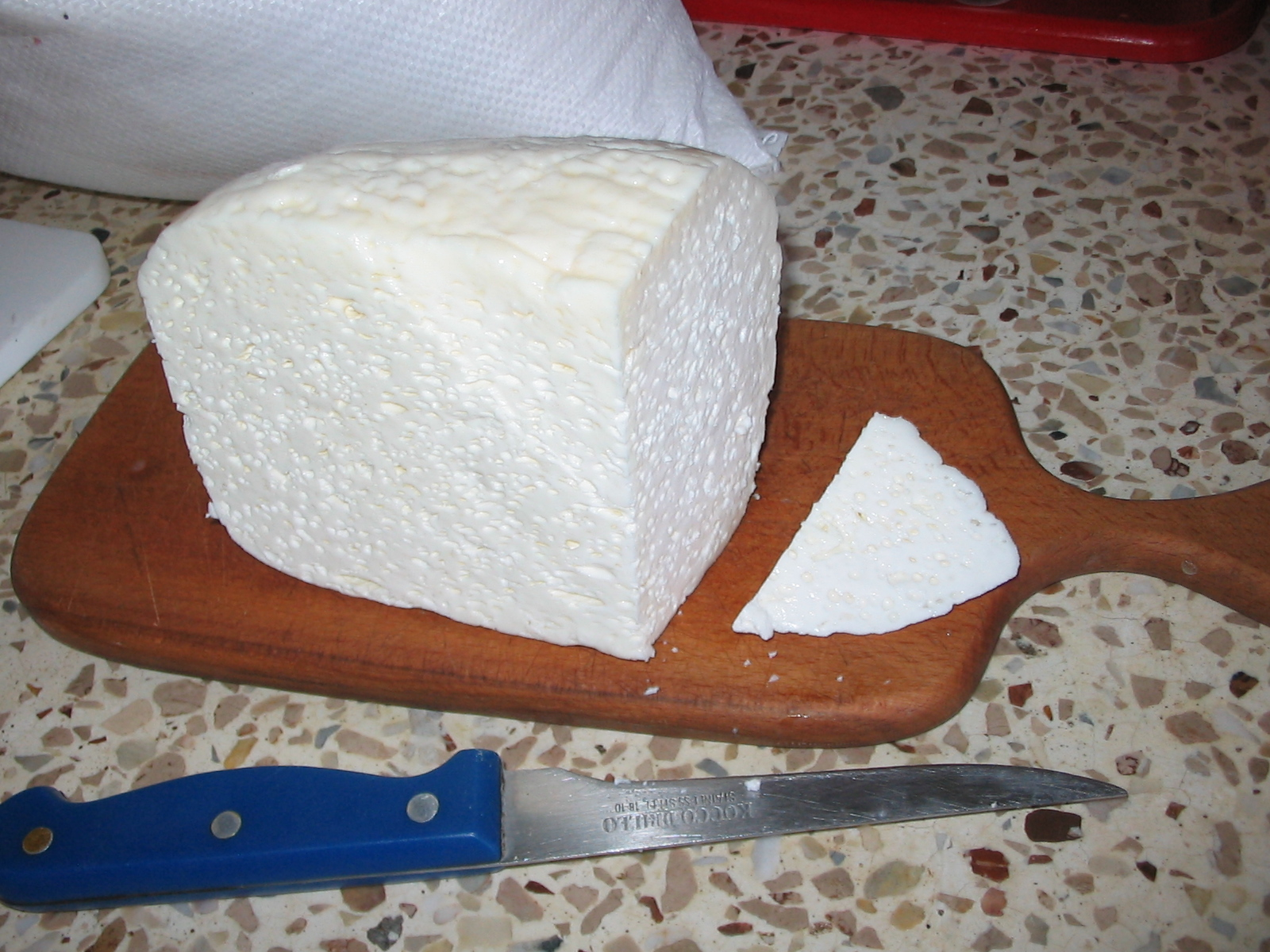
Будз